# Cora Sabrina Grimm
Cora Sabrina Grimm (* 10. Oktober 1979 in Hamburg, bürgerlich Cora Sabrina Groetzner) ist eine deutsche Schauspielerin der 1990er Jahre.

## Leben
Die gebürtige Schenefelderin kam über die Kartei einer Castingagentur zu ihrer Rolle der Betty Gützkow im Film Rennschwein Rudi Rüssel. Von 1996 bis 1997 verkörperte Grimm die Rolle der Manuela „Molle“ Brendel in der Kinderserie Neues vom Süderhof. In der NDR-Fernsehproduktion war sie in insgesamt 14 Episoden zu sehen. Daneben war sie in einzelnen Episoden der Fernsehserien Großstadtrevier, SK-Babies, Die Rettungsflieger und Ein flotter Dreier zu sehen. 1998 lieh sie ihre Stimme dem Charakter Gabriele „Gaby“ Glockner in einem Computerspiel der TKKG-Computerspielreihe.
Sie besuchte die Stage School Hamburg.
Nach ihrer Hochzeit nahm Grimm den Namen ihres Mannes Groetzner an. Das Paar hat zwei Kinder. Sie arbeitet als Büroleiterin für eine Gartenbaufirma in Hamburg.

## Filmografie
- 1995: Rennschwein Rudi Rüssel
- 1997: Großstadtrevier (Fernsehserie, Episode 7x08)
- 1996–1997: Neues vom Süderhof (Fernsehserie, 14 Episoden)
- 1998: SK-Babies (Fernsehserie, Episode 3x03)
- 2000: Die Rettungsflieger (Fernsehserie, Episode 3x02)
- 2000: Ein flotter Dreier (Fernsehserie, Episode 1x13)